# BnB 어드벤쳐
《BnB 어드벤쳐》(BnB Adventure, 비엔비 어드벤쳐)는 넥슨(이후 넥슨 코리아)과 소프트맥스(이후 ESA)에서 개발, 2002년 9월 4일에 출시한 PC 게임으로, 《크레이지 아케이드》의 캐릭터를 이용한 어드벤처 게임이다.

## 개요
다오와 디지니가 주인공이 되어 악당 버그링에게 잡혀간 친구들을 구출하고, 마을의 평화를 되찾는 스토리로 구성되어 있다.

## 등장인물

### 플레이어 캐릭터
- 다오
  - 공격력이 디지니보다 세지만, 체력이 적고 이동속도가 느리다. 필살기는 차지 샷.
- 디지니
  - 체력이 다오보다 많고 이동속도도 빠르나, 공격력이 다오보다 약하다. 필살기는 시한폭탄.

### 도우미
- 에띠
  - 잠시 물풍선을 3개씩 던지게 해서 공격력을 높여 준다.
- 마리드
  - 잠시 동안 보스를 제외한 적들의 움직임을 멈추게 한다.
- 배찌
  - 체력을 회복시켜준다.
- 모스
  - 큰 폭발을 일으켜 화면 안의 적 전체에게 데미지를 준다.
- 우니
  - 잠시 동안 기를 모으는 시간을 줄인다.
- 캐피
  - 잠시 동안 보호막을 생성해 적의 공격을 막아준다.

## 스테이지
- 베거이 사막 (에띠)
- 아이스리온 랜드 (마리드)
- 붐힐 (캐피)
- 폭탄공장 (우니)
- 플루피 숲 (배찌)
- 제로스톤 광산 (모스)

### 스페셜 스테이지
- 악몽의 결계
- 최후의 결전 (로두마니 (버그링))